# نيلس ر. سندل
نيلس ر. سندل هو فلاح وسائق سيارة وسياسي نرويجي، ولد في 9 يونيو 1950 في Byrkjelo ‏ في النرويج. نشط حزبياً في حزب الوسط. وقد انتخب Mayor of Gloppen ‏ (1988 – 1998) وانتخب county mayor of Sogn og Fjordane ‏ (1999 – 2011) وانتخب نائب عضو برلمان النرويج ‏ عن دائرة Sogn og Fjordane (Storting constituency) ‏ وقد انضم خلال فترته النيابية ‏ (1997 – 2001) للكتلة البرلمانية حزب الوسط.